# أوسفالدو بانزوتو
أوسفالدو بانزوتو (Osvaldo Panzutto) (25 مايو 1929 - 8 فبراير 1995)، لاعب كرة قدم أرجنتيني. لعب مع أندية أرجنتينية مثل لوس أنديس وأتلتيكو أتلانتا وأرجنتينوس جونيورز، وكان هداف كأس ليبرتادوريس 1961 مع النادي الكولومبي إنديبنديينتي سانتا في برصيد 4 أهداف.